# Fabinho
Fábio Henrique Tavares, mer känd som Fabinho, född 23 oktober 1993 i Campinas, är en brasiliansk fotbollsspelare som spelar för saudiska Al-Ittihad och Brasiliens landslag.

## Klubbkarriär

### Liverpool
Den 28 maj 2018 meddelade Liverpool att de hade värvat Fabinho på ett långtidskontrakt med start den 1 juli. Den engelska klubben köpte honom för en summa på 400 miljoner kronor. Han spelade sin första tävlingsmatch för sin nya klubb den 20 oktober 2018, när Liverpool besegrade Huddersfield Town med 1–0 på bortaplan i Premier League.
Den 3 augusti 2021 förlängdes Fabinhos kontrakt med Liverpool till sommaren 2026.

### Al-Ittihad
Den 31 juli 2023 värvades Fabinho av saudiska Al-Ittihad på ett treårskontrakt.

## Landslagskarriär
Fabinho debuterade för Brasilien i en träningsmatch mot Mexico inför Copa America, i juni 2015.
I november 2022 blev Fabinho uttagen i Brasiliens trupp till VM 2022.

## Meriter

### Monaco
- Ligue 1: 2016/2017

### Liverpool
- Premier League: 2019/2020
- Uefa Champions League: 2018/2019
- FA-cupen: 2021/2022
- Engelska Ligacupen: 2021/2022
- FA Community Shield: 2022
- Uefa Super Cup: 2019
- VM för klubblag: 2019